# Filipstad

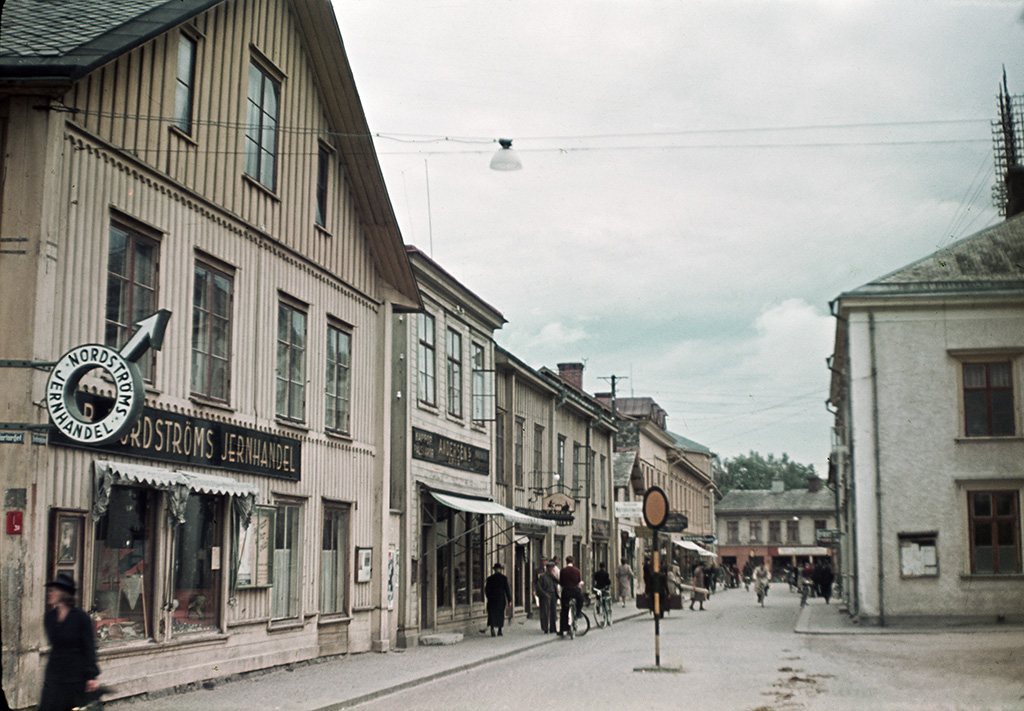
Filipstad

Filipstad és una localitat i seu del municipi de Filipstad, que pertany al comtat de Värmland, a Suècia, amb 6.022 habitants en l'any 2010.
Va rebre els drets de ciutat l'any 1611 per Carles IX de Suècia i va rebre el nom del seu fill, Karl Philip (1601-1622), duc de Södermanland.
Després d'un gran incendi el bosc i la ciutat van ser destruïts l'any 1694 i Filipstad va perdre els seus privilegis, drets que va recuperar el 1835. Des de l'any 1971, Filipstad és la seu de la municipalitat que duu el mateix nom. Per raons històriques, Filipstad encara és referida com una ciutat, malgrat la seva petita població. En Filipstad, hi ha Klockarhöjdenmasten, un màstil atirantat de 330 metres d'altura utilitzat per radiodifusió de FM i TV. Wasabröd, el major fabricant de pa cruixent al món, té una de les seves dues fàbriques a Filipstad, sent l'altre a Celle, Alemanya.
La filipstadita és un mineral de la classe dels òxids que rep el seu nom d'aquesta localitat, degut a la seva proximitat amb la zona minera de Långban, on va ser descoberta.